# Мюльфельд, Карл Мегерле фон
Иоганн Карл Мегерле фон Мюльфельд — австрийский малаколог и энтомолог.
Он был сыном куратора в Императорского кабинета естественной истории в Вене, Иоганна Баптиста Мегерле фон Мюльфельда (1742—1813), который получил дворянский титул фон Мюльфельд в 1803 году, и братом Иоганна Георга Мегерле фон Мюльфельда (1780—1831). С 1786 года он работал без оплаты в Кабинете естественной истории, где занимался ракообразными, насекомыми, моллюсками и улитками, а также иглокожими, губками и другими. В 1792 году он стал помощником куратора и руководителем коллекции минералов. В основном он собирал насекомых в Силезии, Галиции и Далмации. С 1798 по 1806 год у него был собственный аукционный дом для торговли предметами естественнонаучных коллекций (особенно насекомыми) в Венском госпитале, который он основал для того, чтобы конкурировать с тем, что он считал дорогостоящей торговлей экспонатами в Вене.
У него также была обширная коллекция, которую он продал Императорскому кабинету естественной истории в 1808 году. Он также организовал покупку коллекции европейских бабочек Гундиана. Старые коллекции насекомых в Хофбурге погибли во время пожара в 1848 году.
Вторая коллекция, собранная им после 1808 года, была куплена после его смерти графом Я. Феррари, после смерти которого она также стала собственностью Венского музея. Его коллекция, в которую входило около 10 000 насекомых, 3000 минералов, включая некоторые алмазы и 2000 раковин моллюсков, стала достопримечательностью Вены.
Он писал статьи о моллюсках и публиковал каталоги насекомых для своего аукционного дома. Он также был известным коллекционером монет.
С 1826 по 1840 год у него был свой собственный развлекательный театр в Генцгассе в Вене (Mühlfeldtheater).
Он впервые описал многие виды моллюсков и насекомых. В его честь названа брахиопода Mergelia.